# Coccoloba diversifolia
Coccoloba diversifolia es una especie de plantas del género Coccoloba nativa de las zonas costeras del Caribe, América Central (Belice, Guatemala ), el sur de México, el sur de Florida (regiones costeras desde Cabo Cañaveral a los Cayos de Florida ) y Las Bahamas.

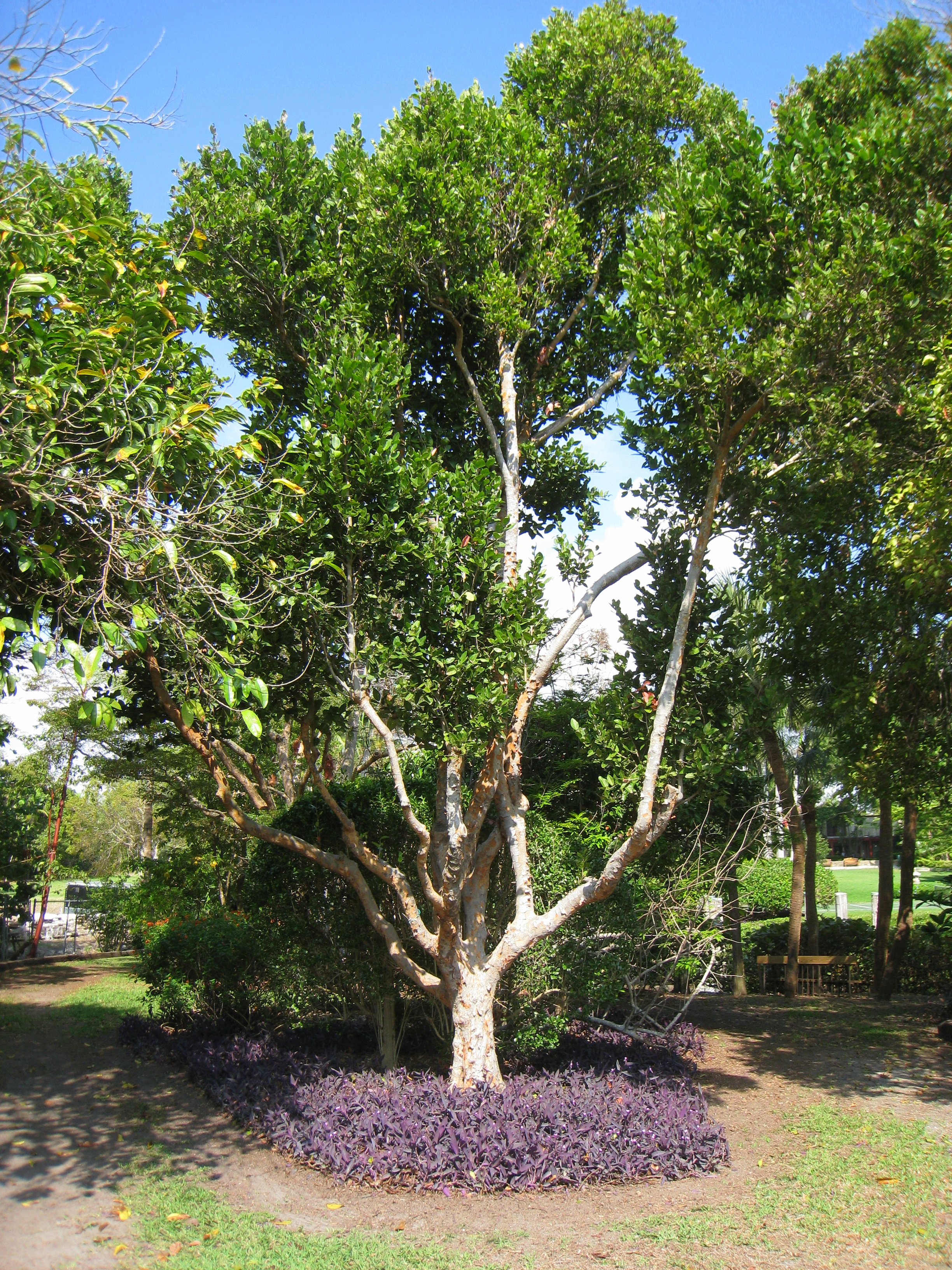
Vista de la planta

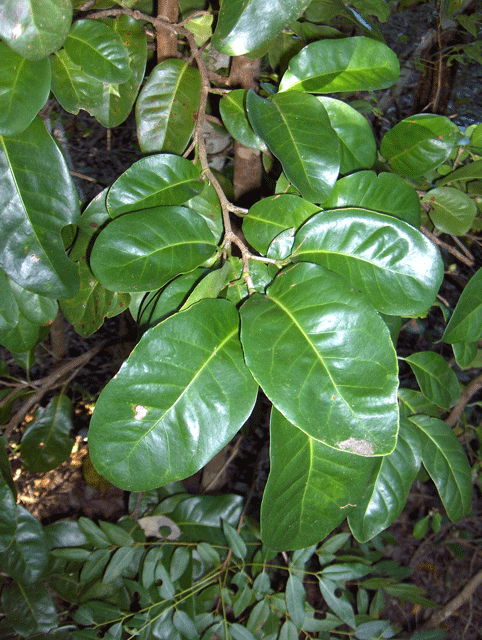
Hojas

## Descripción
Coccoloba diversifolia es un árbol pequeño a mediano que alcanza un tamaño de hasta 10 m (raramente 18 m) de altura. La corteza es de color gris claro, liso y lisa, pero puede llegar a ser escamosa en los árboles más grandes. Las hojas miden 3-13 cm de largo y 1.7 cm de ancho, con suave filo ondulado, ovales a oblongas, redondeadas o puntiagudas en los extremos, coriáceas, verdes brillante por encima y más pálidas por debajo; las hojas de las plantas jóvenes y los brotes de la raíz son más grandes que los de las plantas maduras.
Las flores son numerosas y discreta apareciendo en espigas de 1,5-18 cm de largo en la primavera. El fruto es un aquenio de 6-10 mm de largo, rodeado por un perianto carnoso comestible de color púrpura oscuro, madurando en el otoño. El árbol es incapaz de sobrevivir una fuerte helada. Es resistente a los vientos, a la salinidad y la sequía.

## Taxonomía
Coccoloba diversifolia fue descrita por Nikolaus Joseph von Jacquin y publicado en Enumeratio Systematica Plantarum, quas in insulis Caribaeis 19. 1760.
Sinonimia
- Coccoloba cubensis Meisn.
- Coccoloba cumbreana Lundell
- Coccoloba curtisii Lindau
- Coccoloba floridana Meisn.
- Coccoloba lancifolia Lundell
- Coccoloba laurifolia Jacq.
- Coccoloba oligocarpa Lundell
- Coccoloba punctata L.
- Coccoloba punctata var. parvifolia Griseb.
- Guaiabara laurifolia House
- Uvifera cubensis Kuntze
- Uvifera laurifolia (Jacq.) Kuntze[7]